# Amal (langue)
Pour les articles homonymes, voir Amal.
L'amal est une langue papoue parlée en Papouasie-Nouvelle-Guinée, dans les provinces de Sandaun et Sepik oriental.

## Classification
L'amal fait partie des langues sepik, une famille de langues papoues.

## Sources
- (en) Harald Hammarström, Robert Forkel, Martin Haspelmath, Sebastian Bank, Glottolog, Amal.